# برادران سوپر اسمش.
برادران سوپر اسمش. (به انگلیسی: Super Smash Bros) یک مجموعه (فرنچایز) بازی مبارزه‌ای است که توسط نینتندو منتشر شده و در درجه اول شامل شخصیت‌هایی از مجموعه‌های مختلف نینتندو است. این مجموعه توسط ماساهیرو ساکورای ساخته شده که همه بازی‌های این مجموعه را کارگردانی کرده است. گیم پلی این مجموعه با بازی‌های مبارزه ای سنتی متفاوت است زیرا هدف بازی این است که بازیکن شمارنده‌های آسیب را افزایش داده و به جای کشتن حریف، او را از صحنه خارج کند.
اولین بازی مجموعه با نام برادران سوپر اسمش. در سال ۱۹۹۹ برای نینتندو ۶۴ منتشر شد. بعد از انتشار برادران سوپر اسمش. ستیز در سال ۲۰۰۱ برای کنسول گیم‌کیوب که به پرفروش‌ترین بازی آن کنسول تبدیل شد، این سری موفقیت‌های بیشتری را کسب کرد. سومین بازی، برادران سوپر اسمش. نزاع در سال ۲۰۰۸ برای کنسول وی منتشر شد. اگرچه استودیو هالکن توسعه دهنده دو بازی اول بود اما بازی سوم با همکاری چندین شرکت توسعه یافت. قسمت چهارم با نام برادران سوپر اسمش. برای نینتندو ۳دی‌اس و وی یو به ترتیب در سال ۲۰۱۴ برای نینتندو ۳دی‌اس و وی یو منتشر شد. بازی چهارم اولین بار برای کنسول‌های بازی دستی منتشر شد. بازی پنجم، برادران سوپر اسمش. نهایی، در سال ۲۰۱۸ برای نینتندو سوییچ منتشر شد.
این مجموعه دارای شخصیت‌های زیادی از محبوب‌ترین فرنچایزهای نینتندو از جمله سوپر ماریو، Donkey Kong، افسانه زلدا، Metroid , Yoshi، کربی، Star Fox و پوکمون است. اولین بازی برادران سوپر اسمش. فقط ۱۲ شخصیت قابل بازی داشت که در نسخه‌های بعد افزایش یافت و در نسخه نهایی تمام شخصیت قابل بازی در بازی‌های قبلی حضور داشتند. در بازی‌های ستیز,Brawl و نهایی، برخی از شخصیت‌ها قادرند به اشکال مختلف تبدیل شوند که شامل سبک‌های مختلف و مجموعه حرکات می‌شوند. هر بازی در این سری با استقبال خوب منتقدان روبرو شده و ستایش زیادی از ویژگی‌های چندنفره آنها شده است. این بازی توانسته باعث ایجاد یک جامعه رقابتی وسیع شود که برای بازی چندین تورنمنت نیز برگزار شده است.

## گیم پلی
| ۱۹۹۹ | برادران سوپر اسمش.         |
| ۲۰۰۰ |                            |
| ۲۰۰۱ | ستیز                       |
| ۲۰۰۲ |                            |
| ۲۰۰۳ |                            |
| ۲۰۰۴ |                            |
| ۲۰۰۵ |                            |
| ۲۰۰۶ |                            |
| ۲۰۰۷ |                            |
| ۲۰۰۸ | نزاع                       |
| ۲۰۰۹ |                            |
| ۲۰۱۰ |                            |
| ۲۰۱۱ |                            |
| ۲۰۱۲ |                            |
| ۲۰۱۳ |                            |
| ۲۰۱۴ | برای نینتندو ۳دی‌اس و وی یو |
| ۲۰۱۵ |                            |
| ۲۰۱۶ |                            |
| ۲۰۱۷ |                            |
| ۲۰۱۸ | نهایی                      |

شخصیت‌های Ganondorf, Link، ماریو و مگا من در مرحله «برج فلات بزرگ» از بازی افسانه زلدا: نفس وحش نبرد می‌کنند.

گیم پلی مجموعه برادران سوپر اسمش. با بسیاری از بازی‌های مبارزه ای متفاوت است. به جای خالی کردن جان حریف و از بین بردن او و کسب پیروزی پیروزی، بازیکن باید حریف را خارج از صحنه کند. با افزایش خسارت شخصیت که تا ۹۹۹ درصد هم می‌رسد، به تدریج شخصیت را می‌توان دور تر کرد. برای ناک اوت کردن حریف، بازیکن باید حریف را خارج از مرزهای صحنه در هر جهتی بکوبد. هنگامی که یک شخصیت از صحنه خارج می‌شود، می‌تواند با حرکات پرش و در هنگام بازگشت به صحنه بهبود یابد. برخی از شخصیت‌ها به دلیل حرکات و توانایی‌های خود، راحت تر از دیگران بر روی صحنه بازی می‌کنند. علاوه بر این، وزن برخی از کاراکترها متفاوت است، و گیم پلی شخصیت‌های سبک‌وزن راحت تر از شخصیت‌های سنگین‌وزن است.
در مقایسه با دیگر بازی‌های مبارزه ای، کنترل شخصیت‌ها بسیار ساده‌شده است، از یک دکمه برای حملات استاندارد و از یک دکمه دیگر برای حملات ویژه استفاده می‌شود. بازیکنان می‌توانند در حین فشار دادن دکمه حمله یا ویژه، انواع مختلف حرکات را با نگه داشتن کنترل‌های جهت بالا، پایین، به پهلو یا در حالت خنثی نیز انجام دهند. به این ترتیب، هر شخصیت دارای چهار نوع حملات زمینی، هوایی و حملات ویژه ای است که می‌تواند آنها را اجرا کند. فشردن سریع یا ضربه زدن همزمان به دکمه جهت‌ها و دکمه حمله در حالی که بازیکن روی زمین است، به بازیکن اجازه می‌دهد تا «Smash Attack» قابل شارژ را انجام دهند، که به‌طور کلی قوی تر از حملات دیگر است. هنگامی که شخصیتی مورد حمله قرار می‌گیرد، یک ضربه ایستگاهی دریافت می‌کند که به‌طور موقت هر گونه حمله دیگری برای او ممنوع می‌شود. یک دکمه سپر به بازیکنان اجازه می‌دهد تا یک سپر دفاعی بگذارند که با استفاده مکرر ضعیف می‌شود و در صورت شکسته شدن سپر، بازیکن قادر به حرکت نخواهد بود. ترکیب دکمه سپر با دکمه‌های جهت دار و دکمه‌های حمله، به بازیکن این امکان را می‌دهد تا جاخالی، چرخش، چنگ زدن و پرتاب را نیز انجام دهد. سه اقدام اساسی در برادران سوپر اسمش.، حمله، چنگ زدن و محافظت است که اغلب با سنگ-کاغذ-قیچی توصیف می‌شود. هنگامی که بازیکنی حریف را از صحنه اصلی بیرون می‌اندازد، ممکن است حریف اقدامی به نام محافظت از لبه را انجام دهد. در همان زمان بازیکنی که بیرون صحنه افتاده، سعی می‌کند با برگشتن به روی صحنه خود را بازیابی کند.
عنصر دیگر در سری برادران سوپر اسمش. اقلام نبرد است که بازیکنان زیادی می‌توانند آنها را قبل از مسابقات تنظیم کنند. «اقلام کوبیدن» معمولی وجود دارد که با استفاده از آن بازیکن می‌تواند به حریف ضربه بزند مانند چوب بیسبال یا شمشیر یا اقلام پرتاب کردنی مانند بمب و لاک پشت (که به Koopa Troopa معروف است)؛ و شلیک اقلام، یا اسلحه‌های تک تیرانداز یا بمب افکن. اقلام بازیابی به بازیکن اجازه می‌دهد تا درصد خسارت خود را با مقادیر مختلف کاهش دهد. توپ‌های پوکی موارد خاصی هستند که یک پوکمون تصادفی آن را در صحنه نبرد رها می‌کنند تا به‌طور موقت به بازیکنان کمک کند. نسخه نزاع مورد Assist Trophy را معرفی کرد که هدف مشابهی دارد؛ به جای انتشار توسط پوکمون، شخصیتی از مجموعه دیگر آن را پرتاب می‌کند. همچنین نسخه نزاع Smash Ball را به بازی اضافه کرد که در صورت شکسته شدن به بازیکن اجازه می‌دهد تا یک سوپر حمله مخصوص شخصیت‌ها را انجام دهد که به عنوان «Final Smash» شناخته می‌شود.